# Алхимович (герб)
Альхимович (пол. Alchimowicz) — польский шляхетский герб, герб Побог изменённый.

## Описание
В поле лазоревом подкова серебряная концами вниз, а промеж неё сердце червлёное из коего вырастает половина стрелы острием вверх. В нашлемнике три страусовых пера, намёт лазоревый подбитый серебром.

## Используют
- Альхимовичи.